# Miroslav Lamač
Miroslav Lamač (7. dubna 1928 Praha – 7. ledna 1992 tamtéž) byl český výtvarný kritik a kunsthistorik zaměřující se na moderní umění.

## Život
Roku 1944 maturoval na gymnasiu v Křemencově ulici v Praze. V letech 1947-1949 studoval malbu na Vysoké škole uměleckoprůmyslové u prof. Jana Baucha a zároveň dějiny umění na Filozofické fakultě Univerzity Karlovy (prof. J. Pešina, J. Květ, J. Neumann). Absolvoval roku 1953. Mezi lety 1953 a 1964 byl vedoucím redaktorem časopisu Výtvarná práce, mezi lety 1965 a 1970 šéfredaktorem časopisu Výtvarné umění. Byl členem AICA a čestným předsedou teoretické sekce Unie výtvarných umělců.
Od roku 1966 na něj Státní bezpečnost vedla signální svazek a sledovala ho jako nepřátelskou osobu (Teoretik, reg. č. 6851) prostřednictvím svých agentů, např. Josefa Jelena. Roku 1981 však StB Lamače získala jako tajného spolupracovníka (krycí jméno Patera) a využívala ho proti významným zakázaným výtvarníkům. Lamač podával zprávy o Čestmíru Kafkovi, Vladimíru Janouškovi, Jiřímu Kolářovi a Josefu Jírovi, nebo o teoretikovi Františku Šmejkalovi. Po Paterově zprávě o výstavě v Ústavu makromolekulární chemie na Petřinách, na které se sešla řada umělců a teoretiků, kteří byli považováni za odpůrce režimu, přijala StB opatření k zamezení výstav. Lamačova spolupráce trvala do roku 1989, kdy byl jeho svazek skartován.

### Ocenění
- 1967 Cena Antonína Matějčka
- 1989 výroční cena nakl. Odeon za knihu Osma a Skupina výtvarných umělců

## Dílo
Roku 1957, v kulturní pustině tzv. socialistického realismu 50. let, připravil spolu s Jiřím Padrtou a J. M. Tomešem významnou výstavu české předválečné avantgardy v Domě umění města Brna, která pak měla reprízu v Jízdárně Pražského hradu (1958). Roku 1959 následoval druhý díl - Moderní české malířství II (léta dvacátá), Dům umění města Brna. Roku 1966 připravil spolu s A. Hoffmeisterem a J. Zeminou výstavu českého moderního umění a francouzského umění ze sbírky Národní galerie v Praze v pařížském Musée national d'art moderne. Roku 1968 byl kurátorem výstavy Nová citlivost. Křižovatka a hosté, Dům umění města Brna, Galerie umění Karlovy Vary.
Publikoval monografie o Josefu Mánesovi, Hanuši Schwaigerovi, Edvardu Munchovi, Paulu Kleeovi, Vincentu van Goghovi, Janu Zrzavém, Georgesi Braquovi a Františku Kupkovi a řadu textů do katalogů výstav (Skupina Holan-Holý-Kotík-Kotrba, 1959, Bohumil Kubišta, 1960, Čestmír Kafka, 1963, Suprematisme, Paříž 1967, V. Sychra, 1970, J. Zrzavý, 1970)
Zabýval se českou výtvarnou avantgardou v souvislosti s evropským výtvarným uměním. Mezi jeho zásadní díla patří Myšlenky moderních malířů, kde se zabývá pohledem umělců 20. století na umění prostřednictvím jejich citátů. Jeho zájem o českou předválečnou avantgardu vyvrcholil v díle Osma a Skupina výtvarných umělců o umělecké skupině Osmě a Skupině výtvarných umělců.